# Abraeomorphus atomarius
Abraeomorphus atomarius är en skalbaggsart som först beskrevs av Sharp in Blackburn och Sharp 1885.  Abraeomorphus atomarius ingår i släktet Abraeomorphus och familjen stumpbaggar. Inga underarter finns listade i Catalogue of Life.